# Phloiocopus tricolor
Phloiocopus tricolor là một loài bọ cánh cứng trong họ Cleridae. Loài này được Guérin miêu tả khoa học năm 1844.